# Party of National Unity
Party of National Unity (PNU) är ett politiskt parti i Kenya, bildat genom samgående mellan en rad partier, bland dem KANU, NARC-Kenya, FORD-Kenya, FORD-People, Demokratiska partiet, Shirikisho och flera småpartier. 
President Mwai Kibaki offentliggjorde den 16 september 2007 att partiet bildats.
Partiet ställde upp i de allmänna valen den 27 december 2007 och blev näst största parti i parlamentet.

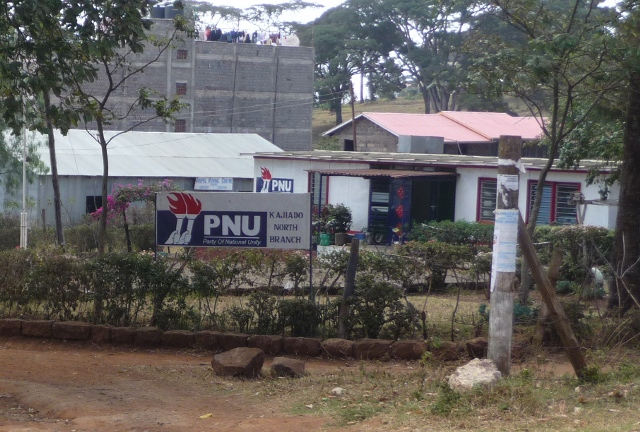
PNU:s lokalkontor i Ngong, med partisymbolen (två händer med varsin brinnande fackla) utanför.